# Angelo Tartaglia
Angelo Tartaglia ou Angelo Broglio da Lavello dit Tartaglia (Lavello, 1370 - Aversa, 1421) est un condottiere de la fin du  XIVe et du début du XVe siècle, seigneur de Lavello et Toscanella.

## Biographie
Angelo Tartaglia, né à Lavello en Basilicate, s'est formé dans l'école militaire de Ceccolo Broglia et a servi la république de Florence. 
Le 26 juin 1402 il participe à la bataille de Casalecchio. Chargé de surveiller le pont sur le Reno, il quitte son poste pour participer à la lutte, laissant le camp sans aucune défense sur son côté. Son imprudence provoque la défaite de son armée et Tartaglia est capturé et emprisonné.
Libéré, il assume la responsabilité de la défaite mais cela ne suffit pas à apaiser la colère de Muzio Attendolo, qui ne pas tolère sa désobéissance. Depuis lors, Tartaglia et Attendolo entretiennent de mauvaises relations et une forte rivalité pendant toute leur vie. 
Néanmoins en 1405, avec Attendolo il participe à la conquête de Pise pour le compte de la république de Florence. En 1407, il passe au service de la république de Sienne. 
En 1409, il combat au service de Ladislas Ier de Naples, contre Braccio da Montone.
Tartaglia défend avec succès Pérouse et Civitavecchia des attaques de Braccio da Montone, et le 8 juin 1413 il prend Rome, mettant en fuite l'antipape Jean XXIII.
En guise de reconnaissance, le 23 juillet 1413, Ladislas Ier lui donne le titre de seigneur de Toscanella où il s'établit. 
À la mort du roi Ladislas, à la demande de la république de Florence, il passe à la solde du pape Jean XXIII et reporte sous son autorité les villes de Viterbe et Corneto.
En 1418, il jure allégeance et un an plus tard, pour le pape Martin V il occupe d'autres territoires entre le Latium et l'Ombrie. 
Accusé de trahison, Tartaglia est arrêté pendant son sommeil par son rival Muzio Attendolo. Après avoir été torturé, il est décapité à Aversa en 1421.